# Johan Mannerheim

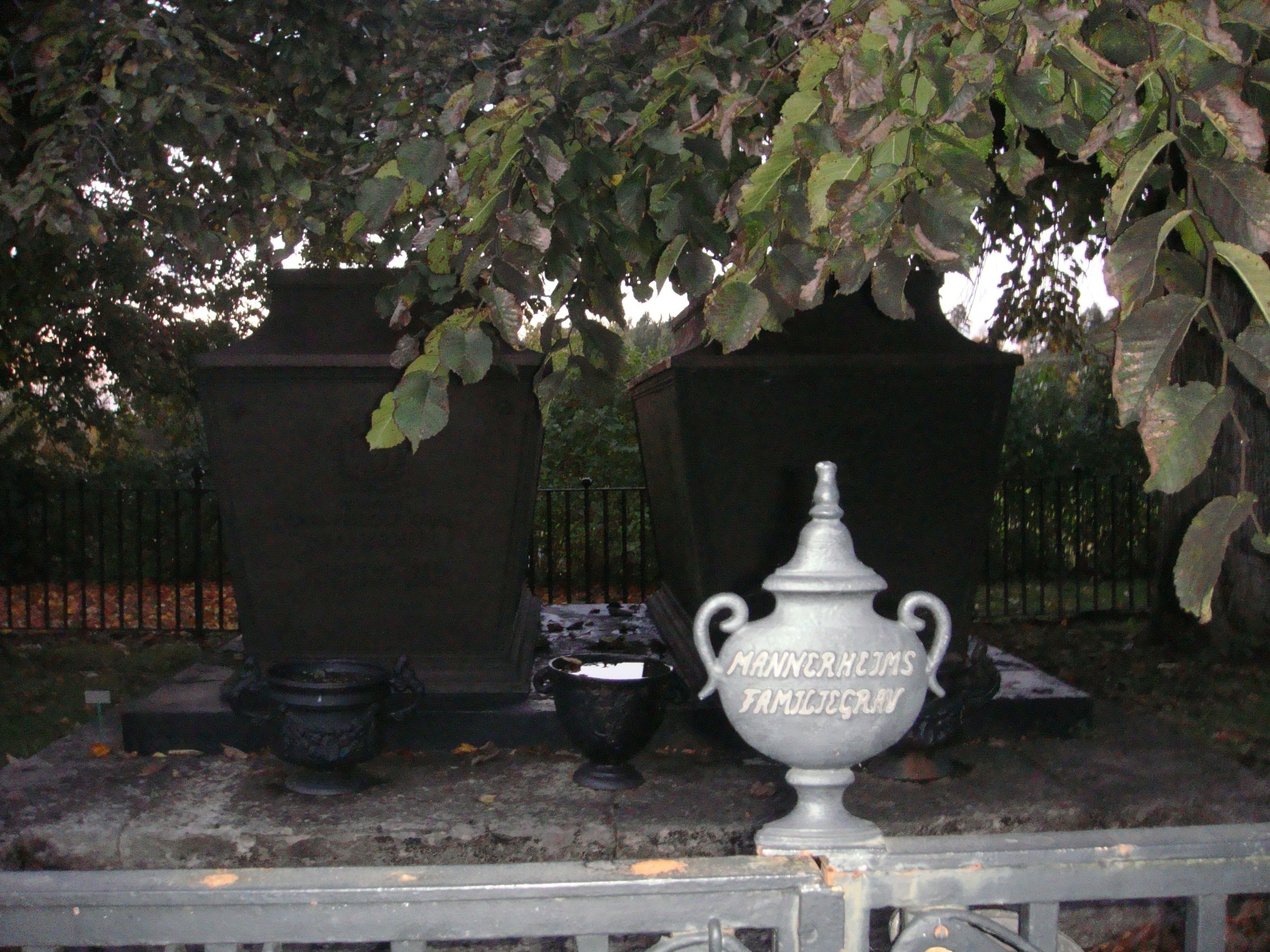
Gustaf Mannerheim var en årlig gäst på Grensholm. De hade ett gemensamt intresse för natur och jakt, hästuppfödning och ritt. I samband med Johans död i cancer hösten 1934 hyllade brodern Gustaf hans minne vid graven på Vånga kyrkogård och påminde om de insatser för Finland, som Johan gjort år 1918.

Carl Fridolf Johan Mannerheim, född 27 december 1868 i Villnäs, Finland, död 25 september 1934 på Grensholm i Vånga socken i Östergötland, var en svensk friherre, godsägare och industriidkare.

## Biografi
Han var son till affärsmannen och industrimannen friherre Carl Robert Mannerheim och Hedvig Charlotta Helena von Julin. Han växte upp på Villnäs slott och studerade på Polytechnicum i Helsingfors, Mustiala lantbruksskola samt Landbohöjskolen i Danmark.
Mannerheim lämnade ett oroligt Finland 1904 och slog sig ner som godsägare på Grensholm i Vånga socken, Östergötland. Med kapital från sin hustrus familj Treschow kunde han 1907 förvärva en större aktiepost i skogsbolaget Kramfors Aktiebolag, Kramfors och blev 1910 bolagets VD. Som ledare och utvecklare av bolaget spelade han en stor roll under mer än två decennier. Kramfors Aktiebolag bildades 1887 som ett skogsägande bolag med sågverk. 1907 sattes en sulfitfabrik i drift och 1918 byggdes en spritfabrik i anslutning till denna.
Mannerheim var ordförande i föreningen Finlands vänner, vari familjen Palme var aktiv. Föreningen organiserade och finansierade sedermera Svenska brigaden för insats på vit sida. Han var under inbördeskriget i Finland i livlig korrespondens med sin bror, marskalken Gustaf Mannerheim och bidrog ekonomiskt med bland annat vapenanskaffning åt denne. Han erhöll Frihetskorset av första klass 1918.
Mannerheim var också mycket intresserad av naturvetenskap och etnografi. Han understödde bland annat sin kusin Erland Nordenskiölds Sydamerikaforskning.
Mannerheim var gift med Sofia Palæmona Treschow (1878–1948) och far till Eva (Evo) Mannerheim (född 1903, gift Weckman), Annika Mannerheim (född 1904, gift Seefried), Sophie Mannerheim (född 1907, gift Ekströmer), Palaemona (Mona) Mannerheim (född 1908, gift Mörner), Elsie Mannerheim (född 1911, gift Uggla) och poeten Augustin Mannerheim (1915–2011).